# Ipwege
Ipwege ist ein Ortsteil der Gemeinde Rastede im Landkreis Ammerland.

## Geschichte
Ipwege war ursprünglich eine Eschsiedlung und wird erstmals 1428 erwähnt. Die Siedlung gehörte zunächst zur Hausvogtei Oldenburg, später zusammen mit Buttel, Hobrink und Ipwegermoor zur Bauerschaft Wahnbek. Durch die Verwaltungsreform von 1933 kamen Wahnbek, Ipwege und Ipwegermoor an die Gemeinde Rastede im Landkreis Ammerland. Die Familien Janßen, Hillen und Röben sind die drei alten Ipweger Hausmannsfamilien.
Diese Familiennamen tauchen zuerst 1619 auf, vorher werden nur Vornamen gebraucht. Die drei Höfe sind uralt. Der Besitzer des Janßenhofes war Junkermeier; die beiden anderen Höfe waren bereits 1478 leibeigner Besitz des Grafen von Oldenburg.

## Natur
Das Ipweger Moor, in dem sich zahlreiche Naturschutzgebiete befinden, ist ein beliebtes Ausflugsziel der Rasteder und Oldenburger.

## Wirtschaft und Infrastruktur
Die seit 1933 bestehende Feuerwehr Ipwege-Wahnbek, die ihr Depot in Wahnbek hat,  ist seit 2003 eine Stützpunktfeuerwehr.
Die Busanbindung Ipweges wird durch die Buslinie 323 der Oldenburger Verkehr und Wasser GmbH sichergestellt; ein Zustieg ist in der Ortschaft Wahnbek, die nahtlos in Ipwege übergeht, möglich. Ipwege liegt in unmittelbarer Nähe des Autobahnkreuzes Oldenburg-Nord; die Anschlussstelle zu den Autobahnen A 29 und A 293 befindet sich in der benachbarten Ortschaft Loy. Der Bahnhof Ipwege lag an der Bahnstrecke Oldenburg–Brake, die seit den 1990er Jahren stillgelegt ist. Der Personenverkehr endete bereits 1976.

## Bildung
Von 1911 bis 1966 gab es eine einklassige Schule. Heute besuchen Kinder Ipweges den Kindergarten und die Grundschule im Nachbarort Wahnbek.